# Djevica (znak)
Djevica (lat. Virgo) je jedan od 12 horoskopskih znakova. Osobe rođene od 23. kolovoza do 22. rujna rođene su u znaku djevice.
- Vladajući planet - Merkur
- Element - Zemlja